# Алхазов, Виталий Валерьевич
Вита́лий Вале́рьевич Алха́зов (азерб. Vitali Valeri oğlu Alxazov; 17 июля 1966) — советский и азербайджанский футболист, защитник и полузащитник, российский футбольный тренер. Выступал за сборную Азербайджана.

## Биография
Воспитанник футбольной школы «Нефтчи» (Баку). В 1986 году в составе юношеской сборной Азербайджанской ССР принимал участие в футбольном турнире Спартакиады народов СССР.
В заявку основного состава «Нефтчи» впервые включён в 1985 году, а первый матч сыграл 9 марта 1986 года в высшей лиге СССР против московского «Торпедо», заменив на 74-й минуте Вагифа Садыгова. Финалист Кубка Федерации 1988 года. По итогам сезона 1988 года «Нефтчи» вылетел из высшей лиги, следующие два года футболист играл за клуб в первой лиге, но так и не смог стать твёрдым игроком основы. Всего за пять лет провёл за бакинский клуб 26 матчей в первенствах страны, из них 14 — в высшей лиге и 12 — в первой.
В последнем сезоне чемпионата СССР играл во второй лиге за «Динамо» (Гянджа). В 1992 году вместе с группой игроков из Азербайджана (Владислав Кадыров, Афган Талыбов, Эльшад Тахиров) перешёл в российский клуб первой лиги «Сахалин» (Холмск), во многих матчах был капитаном команды. В начале 1993 года провёл 2 матча в высшей лиге Азербайджана за «Нефтчи», затем вернулся в Россию, где стал победителем зоны «Восток» первой лиги 1993 года в составе тюменского «Динамо-Газовика» и помог клубу пробиться в высшую лигу через переходный турнир. В 1994 году перешёл в клуб второй лиги России «Иртыш» (Тобольск), где и завершил карьеру спустя несколько лет.
В национальной сборной Азербайджана сыграл единственный матч 19 апреля 1994 года против Мальты (0:5), вышел в стартовом составе и был заменён на 49-й минуте на Эмина Агаева.
В 1998—1999 годах работал главным тренером тобольского «Иртыша», в 2001 году — клуба второй лиги «Березники».

## Достижения
- Победитель зоны «Восток» Первой лиги России: 1993
- Финалист Кубка Федерации футбола СССР: 1988
- Бронзовый призёр зоны «Запад» Второй лиги СССР: 1991